# Richard Émile Augustin de Candolle
Pour les articles homonymes, voir Candolle.
Richard Émile Augustin de Candolle, né le 8 décembre 1868 à Walton-on-Thames (Angleterre) et mort le 9 mai 1920 à Genève, est un botaniste suisse.
Il est le fils de Casimir de Candolle.